# Kudaszewo (rejon bugulmiński)
Kudaszewo (ros. Кудашево) – wieś (sieło) w Rosji, w Tatarstanie, w rejonie bugulmińskim. W 2010 liczyła 744 mieszkańców.